# Ichnotropis chapini
Ichnotropis chapini — вид ящірок родини ящіркових (Lacertidae). Мешкає в Центральній Африці. Вид названий на честь американського орнітолога Джеймса Чапіна.

## Поширення і екологія
Ichnotropis chapini мешкають на північному сході Демократичної Республіки Конго (Верхнє Уеле, Ітурі) та в сусідніх районах Південного Судану. Вони живуть в суданських саванах, на висоті від 1000 до 1200 м над рівнем моря.

## Збереження
МСОП класифікує цей вид як такий, що перебуває під загрозою зникнення. Ichnotropis chapini загрожує знищення природного середовища.